# Free Man in Paris
Singles de Joni Mitchell
Help Me
(1974) Big Yellow Taxi (live)
(1974)
Free Man In Paris est une chanson de l'auteure-compositrice-interprète canadienne Joni Mitchell extraite de son sixième album studio, publié le 1er janvier 1974 par le label Asylum Records et intitulé Court and Spark.
En juillet de la même année, la chanson est sortie en single. C'était le troisième (après Raised on Robbery et Help Me) et dernier single tiré de cet album.
La chanson a débuté à la 87e place du Hot 100 du magazine musical américain Billboard dans la semaine du 27 juillet 1974 et a atteint la 22e place dans la semaine du 28 septembre, passant en tout 19 semaines dans le chart.

## Composition
La chanson a été écrite et l'enregistrement a été produit par Joni Mitchell elle-même.

## Sujet
Selon le site Songfacts,

« La chanson parle des pressions que l'industrie musicale exerce sur ses artistes. »

« L'homme libre » (anglais : free man) de la chanson est David Geffen, qui dirigeait Asylum Records, le label de Joni Mitchell.

## Accolades
En 2004, Rolling Stone a classé cette chanson, dans la version originale de Joni Mitchell, 470e sur sa liste des « 500 plus grandes chansons de tous les temps ». (En 2010, le magazine rock américain a mis à jour sa liste, et la chanson ne figure plus là-dessus.)